# Макрокоманда
Макрокоманда, макроопределение или ма̀крос  (на английски: macros) е програмен алгоритъм от последователни стъпки, написан от потребителя. Макросите често се използват за автоматизиране на рутинни действия. Освен това макросът може да е символично име, което се заменя по време на обработка от предпроцесора с поредица от знаци, например: фрагмент от HTML страница в уеб шаблоните или една дума от синонимен речник в синонимизатори.
Правилният превод на термина от английски е „макрокоманда“ (на английски: macro instruction). Съкратеното „макрос“ става широко разпространено поради използването му в локализирани продукти на Майкрософт 

## Макроси в приложен софтуер
В много офис продукти (OpenOffice.org, Microsoft Office и др.) и графични програми (например CorelDRAW) при обработка на макрос автоматично се изпълнява последователността от действия, определени за него – щракване с мишката, натискане на клавиши, избор на елементи от менюто и др. Осигурен е интерфейс за писане на нови и презаписване на съществуващи макроси. Има и текстови редактори, които поддържат макроси, като Notepad++.
Макросът може да се изпълни веднъж или многократно. В случая с офис продуктите на Microsoft, когато се създава макрос, се записват последователните щраквания с мишката и натискания на клавиши. След като макросът е създаден, може да бъде редактиран, за да се промени начина му на работа.
Използването на макроси може значително (десетки или дори стотици пъти) да увеличи ефективността на работа с приложението. В допълнение към изпълнението на набор от команди, вградени в приложението, макросът позволява да се обработват външни файлове, да се четат и променят настройките на операционната система. В повечето случаи записващото устройство за макроси (режим за записване на потребителски действия под формата на макрос) създава код, който трябва да бъде подобрен. Но въпреки това дори такъв макрос значително намалява времето, необходимо за извършване на рутинни операции.

## Макроси в програмирането
В асемблерните езици, както и в някои други езици за програмиране, макросът е символично име, което се заменя с последователност от програмни инструкции по време на обработка от предпроцесора.
За всеки интерпретатор на асемблерен език има специален синтаксис за деклариране и извикване на макроси. Един макрос може да се „развие“ в различни поредици от инструкции всеки път, когато бъде извикан, в зависимост от разклоненията в рамките на макроса и присвоените аргументи.
В Lisp, благодарение на развитата му система за макроси, програмирането на макроси позволява езикът да бъде разширен с нови форми и настройки. Тоест с помощта на макроси може да се дефинира предметно ориентиран език за решавания проблем, както и процесор (транслатор или конвертор) за него. В този случай процесорът е програма, която реализира типове данни и операции от абстрактен език на друг език .